# 希姆塞
希姆塞是德国巴伐利亚州的一个市镇。总面积2.57平方公里，总人口304人，其中男性137人，女性167人（2011年12月31日），人口密度118人/平方公里。